# Račica, Sevnica
Račica je gručasto naselje v dolini Save v Občini Sevnica. Leži na ravnini na levem bregu reke, jugovzhodno od Loke pri Zidanem Mostu, ob cesti Zidani Most–Sevnica. Skozi kraj teče Račičanski potok, ki se v bližini izliva v Savo. 
Na severni strani proti Radežu je na pobočju zaselek Mekote, na vzhodu pa je (gozd) Črna hosta, ki se razteza do Brega. Obdelovalne površine so ob reki na ravnini, ki jo prečka železniška proga Ljubljana–Zagreb. Tu so tudi hmeljišča. Tisti, ki se ne ukvarjajo s (tradicionalnim) kmetijstvom, so zaposleni večinoma v Sevnici.
Historično so Habsburžani za kraj najpogosteje uporabljali ime Ratschitza. Na jožefinskem vojaškem zemljevidu pa je vidno ime Ratschicza.